# Galatasaray Istanbul/Saison 1995/96
Die Saison 1995/96 von Galatasaray Istanbul war die 88. Saison in der Vereinsgeschichte und die 38. Saison in der türkischen Liga, der 1. Lig. Der Klub beendete die Saison auf dem 4. Platz. Die Türkiye Kupası gewann Galatasaray Istanbul zum elften Mal. Im UEFA-Pokal schieden die Gelb-Roten in der Qualifikation aus.

## Personalien

### Kader
| Nat.                       | Name                 | Geburtsdatum  | im Verein seit | vorheriger Verein     |
| Torhüter                   | Torhüter             | Torhüter      | Torhüter       | Torhüter              |
| -------------------------- | -------------------- | ------------- | -------------- | --------------------- |
| Turkei                     | Hayrettin Demirbaş   | 26. Juni 1963 | 1986           | Altay Izmir           |
| Turkei                     | Mehmet Duymazer      | 15. Apr. 1974 | 1995           | Kayserispor           |
| Vereinigte Staaten England | Brad Friedel         | 18. Mai 1971  | 1995           | Brøndby IF            |
| Abwehr                     |                      |               |                |                       |
| Niederlande Suriname       | Ulrich van Gobbel    | 16. Jan. 1971 | 1995           | Feyenoord Rotterdam   |
| Turkei                     | Bekir Gür            | 11. Jan. 1972 | 1994           | Turgutluspor          |
| Turkei                     | Bülent Korkmaz       | 24. Nov. 1968 | 1987           | eigene Jugend         |
| Turkei                     | Mert Korkmaz         | 16. Aug. 1971 | 1990           | eigene Jugend         |
| Turkei                     | Feti Okuroğlu        | 5. Aug. 1971  | 1994           | Bursaspor             |
| Turkei                     | Ergün Penbe          | 17. Mai 1972  | 1993           | Gençlerbirliği Ankara |
| Turkei                     | İsmail Göksel Şenyüz | 8. Jan. 1976  | 1994           | eigene Jugend         |
| Turkei                     | Hakan Ünsal          | 14. Mai 1973  | 1994           | Kardemir Karabükspor  |
| Mittelfeld                 |                      |               |                |                       |
| Turkei                     | Okan Buruk           | 19. Okt. 1973 | 1991           | eigene Jugend         |
| Turkei                     | Ceyhun Eriş          | 15. Mai 1977  | 1995           | eigene Jugend         |
| Turkei                     | İlyas Kahraman       | 31. März 1976 | 1994           | eigene Jugend         |
| Turkei                     | Suat Kaya            | 26. Aug. 1967 | 1992           | Konyaspor             |
| Turkei                     | Tugay Kerimoğlu      | 24. Aug. 1970 | 1987           | eigene Jugend         |
| Australien Turkei          | Ufuk Talay           | 26. März 1976 | 1995           | Marconi Stallions     |
| Turkei                     | Evren Turhan         | 10. Sep. 1974 | 1995           | Kocaelispor           |
| Turkei                     | Uğur Tütüneker       | 2. Aug. 1963  | 1986           | FC Bayern München     |
| Angriff                    |                      |               |                |                       |
| Turkei                     | Arif Erdem           | 2. Jan. 1972  | 1991           | Zeytinburnuspor U21   |
| Wales                      | Dean Saunders        | 21. Juni 1964 | 1995           | Aston Villa           |
| Turkei                     | Hakan Şükür          | 1. Sep. 1971  | 1992           | Bursaspor             |

#### Transfers
| Zugänge | Abgänge |
| --- | --- |
| Sommer 1995 - Hayrettin Demirbaş (Vanspor) w.a. - Mehmet Duymazer (Kayserispor) - Ceyhun Eriş (eigene Jugend) - Brad Friedel (Brøndby IF) - Mike Marsh (Coventry City) - Dean Saunders (Aston Villa) - Tarık Sarısakal (FC Augsburg) - İsmail Göksel Şenyüz (Antalyaspor) w.a. - Ufuk Talay (Marconi Stallions) - Barry Venison (Newcastle United) - Murat Yüksel (Şanlıurfaspor) Winter 1995/96 - Ulrich van Gobbel (Feyenoord Rotterdam) - Hakan Şükür (FC Turin) w.a. - Evren Turhan (Kocaelispor) | Sommer 1995 - Osman Akyol (Antalyaspor) a. - Muhammet Altıntaş (Karriere beendet) - Cihat Arslan (Eskişehirspor) a. - Benhur Babaoğlu (Eskişehirspor) a. - Sedat Balkanlı (Eskişehirspor) a. - Ahmet Bulut (Zeytinburnuspor) - Fatih Çerçi (Zeytinburnuspor) a. - Hamza Hamzaoğlu (İstanbulspor) - Erdal Keser (Karriere beendet) - Cem Koşanoğlu (Malatyaspor) - Mustafa Külle (Kadıköyspor) - Norman Mapeza (MKE Ankaragücü) - Mike Marsh (Southend United) - Tarık Sarısakal (Gençlerbirliği Ankara) - Bülent Şimşek (Fatih Karagümrük SK) a. - Gintaras Staučė (Karşıyaka SK) - Hakan Şükür (FC Turin) a. - Tamer Tuna (Denizlispor) - Barry Venison (FC Southampton) Winter 1995/96 - Nezih Ali Boloğlu (Eskişehirspor) a. - Saffet Sancaklı (Kocaelispor) - Yusuf Tepekule (Karşıyaka SK) a. - Soner Tolungüç (Bakırköyspor) a. - Kubilay Türkyılmaz (Grasshopper Club Zürich) |

## Spielkleidung
| Heim | Auswärts | Ausweich |

- Ausrüster: Adidas
- Trikotsponsor: VakıfBank

## Saison
Alle Ergebnisse aus Sicht von Galatasaray Istanbul.
Die Tabelle listet alle 1.-Lig-Spiele des Vereins der Saison 1995/96 auf. Siege sind grün, Unentschieden gelb und Niederlagen rot markiert.

### 1. Lig
| ST | Datum              | Gegner                | Ort                              | Ergebnis  | Tor(e) für Galatasaray Istanbul                                                                             | Karte(n) für Galatasaray Istanbul                          |
| -- | ------------------ | --------------------- | -------------------------------- | --------- | --- | ---------------------------------------------------------- |
| 01 | 13. August 1995    | Vanspor               | Vali Mahmut Yılbaş Stadı, Van    | 1:0 (1:0) | 1:0 Kerimoğlu (39.)                                                                                         | Ünsal (42.), Kerimoğlu (56.)                               |
| 02 | 19. August 1995    | Altay Izmir           | Ali Sami Yen Stadyumu, Istanbul  | 3:1 (0:0) | 1:0 Saunders (68.), 2:0 Sancaklı (74.), 3:0 Saunders (80.)                                                  | Boloğlu (60.), Türkyılmaz (80.)                            |
| 03 | 26. August 1995    | Kayserispor           | Atatürk Stadı, Kayseri           | 2:1 (1:0) | 1:0 Kaya (35.), 2:1 Erdem (68.)                                                                             | keine                                                      |
| 04 | 9. September 1995  | Gençlerbirliği Ankara | Ali Sami Yen Stadyumu, Istanbul  | 0:1 (0:1) | keine | Venison (50.), Kaya (58.)                                  |
| 05 | 17. September 1995 | Antalyaspor           | Atatürk Stadı, Antalya           | 2:0 (1:0) | 1:0 Saunders (11.), 2:0 Türkyılmaz (84. Foulelfmeter)                                                       | Saunders (23.), Buruk (52.), M. Korkmaz (58.)              |
| 06 | 22. September 1995 | Samsunspor            | Ali Sami Yen Stadyumu, Istanbul  | 1:0 (0:0) | 1:0 Erdem (89.)                                                                                             | keine                                                      |
| 07 | 1. Oktober 1995    | Trabzonspor           | Hüseyin Avni Aker Stadı, Trabzon | 1:4 (0:2) | 1:3 Türkyılmaz (55.)                                                                                        | Okuroğlu (66.)                                             |
| 08 | 14. Oktober 1995   | İstanbulspor          | Ali Sami Yen Stadyumu, Istanbul  | 4:2 (1:0) | 1:2 Saunders (48. Foulelfmeter), 2:2 Erdem (54.), 3:2 Türkyılmaz (80.), 4:2 Saunders (89.)                  | Türkyılmaz (50.), Okuroğlu (61.), Gür (77.), Friedel (89.) |
| 09 | 22. Oktober 1995   | Fenerbahçe Istanbul   | Fenerbahçe Stadı, Istanbul       | 1:3 (0:3) | 1:3 Sancaklı (83.)                                                                                          | Buruk (44.)                                                |
| 10 | 28. Oktober 1995   | Karşıyaka SK          | Ali Sami Yen Stadyumu, Istanbul  | 3:0 (2:0) | 1:0 Güller (24. Eigentor), 2:0 Kaya (30.), 3:0 Saunders (64. Foulelfmeter)                                  | Saunders (70.)                                             |
| 11 | 4. November 1995   | Eskişehirspor         | Atatürk Stadı, Eskişehir         | 2:1 (1:0) | 1:0 Saunders (32.), 2:0 Şükür (64.)                                                                         | keine                                                      |
| 12 | 19. November 1995  | MKE Ankaragücü        | Ali Sami Yen Stadyumu, Istanbul  | 5:0 (3:0) | 1:0 Sancaklı (23.), 2:0 Kerimoğlu (38.), 3:0 Şükür (45. Foulelfmeter), 4:0 Sancaklı (53.), 5:0 Şükür (65.)  | keine                                                      |
| 13 | 25. November 1995  | Gaziantepspor         | Kamil Ocak Stadı, Gaziantep      | 1:1 (1:0) | 1:0 Sancaklı (8.)                                                                                           | Okuroğlu (12.)                                             |
| 14 | 2. Dezember 1995   | Bursaspor             | Ali Sami Yen Stadyumu, Istanbul  | 3:1 (1:0) | 1:0 Sancaklı (31. Foulelfmeter), 2:0 Sancaklı (46.), 3:0 Şükür (57.)                                        | Kerimoğlu (34.), Erdem (82.)                               |
| 15 | 10. Dezember 1995  | Kocaelispor           | İsmetpaşa Stadyumu, İzmit        | 1:1 (0:0) | 1:0 Erdem (60.)                                                                                             | Okuroğlu (83.)                                             |
| 16 | 17. Dezember 1995  | Beşiktaş Istanbul     | Ali Sami Yen Stadyumu, Istanbul  | 1:3 (1:1) | 1:1 Talay (27.)                                                                                             | Kaya (21.), Kerimoğlu (54.)                                |
| 17 | 23. Dezember 1995  | Denizlispor           | Şehir Stadı, Denizli             | 3:1 (1:1) | 1:1 Ünsal (44.), 2:1 Şükür (55.), 3:1 Erdem (81.)                                                           | keine                                                      |
| 18 | 28. Januar 1996    | Vanspor               | Ali Sami Yen Stadyumu, Istanbul  | 2:0 (1:0) | 1:0 Şükür (28. Foulelfmeter), 2:0 van Gobbel (89. Foulelfmeter)                                             | Kerimoğlu (58.)                                            |
| 19 | 3. Februar 1996    | Altay Izmir           | Atatürk Stadı, Izmir             | 5:2 (0:1) | 1:1 van Gobbel (47.), 2:2 Okuroğlu (73.), 3:2 Okuroğlu (79.), 4:2 Şükür (84. Foulelfmeter), 5:2 Şükür (88.) | Ünsal (75.)                                                |
| 20 | 11. Februar 1996   | Kayserispor           | Ali Sami Yen Stadyumu, Istanbul  | 5:0 (3:0) | 1:0 Kaya (7.), 2:0 Şükür (20.), 3:0 Şükür (38.), 4:0 Erdem (47.), 5:0 Kaya (70.)                            | keine                                                      |
| 21 | 17. Februar 1996   | Gençlerbirliği Ankara | 19 Mayıs Stadı, Ankara           | 2:1 (0:1) | 1:1 Saunders (65.), 2:1 Saunders (88.)                                                                      | Turhan (80.)                                               |
| 22 | 25. Februar 1996   | Antalyaspor           | Ali Sami Yen Stadyumu, Istanbul  | 1:2 (0:0) | 1:1 Kaya (54.)                                                                                              | Kerimoğlu (62.)                                            |
| 23 | 2. März 1996       | Samsunspor            | 19 Mayıs Stadı, Samsun           | 2:3 (2:1) | 1:1 Gür (30.), 2:1 Şükür (39.)                                                                              | Kerimoğlu (72.)                                            |
| 24 | 9. März 1996       | Trabzonspor           | Ali Sami Yen Stadyumu, Istanbul  | 0:0       | keine | keine                                                      |
| 25 | 16. März 1996      | İstanbulspor          | İnönü Stadı, Istanbul            | 1:1 (0:1) | 1:1 Şükür (68.)                                                                                             | van Gobbel (27.), B. Korkmaz (42.), Kerimoğlu (44.)        |
| 26 | 22. März 1996      | Fenerbahçe Istanbul   | Ali Sami Yen Stadyumu, Istanbul  | 2:0 (0:0) | 1:0 Şükür (65.), 2:0 Erdem (88.)                                                                            | Kerimoğlu (38.), M. Korkmaz (74.), Turhan (77.)            |
| 27 | 30. März 1996      | Karşıyaka SK          | Atatürk Stadı, Izmir             | 3:0 (1:0) | 1:0 Şükür (1.), 2:0 Buruk (60.), 3:0 Saunders (89.)                                                         | keine                                                      |
| 28 | 7. April 1996      | Eskişehirspor         | Ali Sami Yen Stadyumu, Istanbul  | 3:0 (0:0) | 1:0 Saunders (62.), 2:0 Saunders (72.), 3:0 Şükür (87.)                                                     | Saunders (48.), Turhan (56.)                               |
| 29 | 14. April 1996     | MKE Ankaragücü        | 19 Mayıs Stadı, Ankara           | 2:2 (1:1) | 1:1 Erdem (24.), 2:1 Saunders (49.)                                                                         | keine                                                      |
| 30 | 20. April 1996     | Gaziantepspor         | Ali Sami Yen Stadyumu, Istanbul  | 2:0 (1:0) | 1:0 Saunders (41.), 2:0 Kerimoğlu (47.)                                                                     | B. Korkmaz (40.)                                           |
| 31 | 27. April 1996     | Bursaspor             | Atatürk Stadı, Bursa             | 0:2 (0:1) | keine | Erdem (22.), Ünsal (79.)                                   |
| 32 | 4. Mai 1996        | Kocaelispor           | İnönü Stadı, Istanbul            | 0:4 (0:1) | keine | Kerimoğlu (85.)                                            |
| 33 | 11. Mai 1996       | Beşiktaş Istanbul     | İnönü Stadı, Istanbul            | 2:1 (1:0) | 1:0 Turhan (41.), 2:0 Şükür (72.)                                                                           | Turhan (75.)                                               |
| 34 | 19. Mai 1996       | Denizlispor           | Ali Sami Yen Stadyumu, Istanbul  | 1:0 (0:0) | 1:0 Saunders (57.)                                                                                          | Buruk (77.)                                                |

### Türkiye Kupası
| Runde        | Datum             | Gegner            | Ort                             | Ergebnis  | Tor(e) für Galatasaray Istanbul                                                       | Karte(n) für Galatasaray Istanbul                                          |
| ------------ | ----------------- | ----------------- | ------------------------------- | --------- | ------------------------------------------------------------------------------------- | -------------------------------------------------------------------------- |
| AF           | 14. Dezember 1995 | Denizlispor       | Ali Sami Yen Stadyumu, Istanbul | 4:0 (1:0) | 1:0 Sancaklı (25. Foulelfmeter), 2:0 Ünsal (51.), 3:0 Şükür (63.), 4:0 Sancaklı (68.) | keine                                                                      |
| VF-Hinspiel  | 23. Januar 1996   | Beşiktaş Istanbul | Ali Sami Yen Stadyumu, Istanbul | 0:0       | keine                                                                                 | Kerimoğlu (35.)                                                            |
| VF-Rückspiel | 6. Februar 1996   | Beşiktaş Istanbul | İnönü Stadı, Istanbul           | 2:1 (1:1) | 1:0 Erdem (10.) 2:1 Erdem (67.)                                                       | Kaya (13.), Kerimoğlu (25.), Ünsal (42.), Okuroğlu (45.), van Gobbel (45.) |
| HF-Hinspiel  | 28. Februar 1996  | Samsunspor        | İnönü Stadı, Istanbul           | 3:1 (2:1) | 1:0 Saunders (16.), 2:0 Şükür (42.), 3:1 Saunders (90.)                               | keine                                                                      |
| HF-Rückspiel | 13. März 1996     | Samsunspor        | 19 Mayıs Stadı, Samsun          | 0:1 (0:1) | keine                                                                                 | Turhan (66.), Şükür (87.), Saunders (70.)                                  |

#### Finale

##### Hinspiel
| Paarung              | Galatasaray Istanbul – Fenerbahçe Istanbul |
| Ergebnis             | 1:0 (1:0) |
| Datum                | 11. April 1996 um 18:00 Uhr |
| Stadion              | Ali Sami Yen Stadyumu, Istanbul |
| Schiedsrichter       | Ahmet Çakar (Çankırı) |
| Tore                 | 1:0 Dean Saunders (5., Foulelfmeter) |
| Galatasaray Istanbul | Brad Friedel – Feti Okuroğlu, Bülent Korkmaz , Evren Turhan, Ulrich van Gobbel – Tugay Kerimoğlu, Ufuk Talay (60. ), Ergün Penbe (80. ) – Dean Saunders (70. ), Hakan Şükür, Arif Erdem Ersatzbank: Hayrettin Demirbaş, Mert Korkmaz (70. ), Hakan Ünsal (60. ), Ceyhun Eriş, İlyas Kahraman (80. ) Cheftrainer: Graeme Souness ( Schottland) |
| Fenerbahçe Istanbul  | Rüştü Reçber – Erol Bulut (60. ), Jes Høgh, Uche Okechukwu, İlker Yağcıoğlu – Kemalettin Şentürk (60. ), Bülent Uygun, Tayfun Korkut, Oğuz Çetin – Elvir Bolić, Dalian Atkinson Ersatzbank: Engin İpekoğlu, Saffet Akbaş, Halil İbrahim Kara (60. ), Aygün Taşkıran (60. ), Aykut Kocaman Cheftrainer: Carlos Alberto Parreira ( Brasilien)   |
| Gelbe Karten         | Feti Okuroğlu (35.), Tugay Kerimoğlu (60.), Evren Turhan (65.) – Rüştü Reçber (4.), Kemalttin Şentürk (17.), Oğuz Çetin (72.), İlker Yağcıoğlu (84.) |

##### Rückspiel
| Paarung              | Fenerbahçe Istanbul – Galatasaray Istanbul |
| Ergebnis             | 1:1 n. V. (1:0, 1:0) |
| Datum                | 24. April 1996 um 18:00 Uhr |
| Stadion              | Şükrü Saraçoğlu Stadı, Istanbul |
| Schiedsrichter       | Ayhan Yücebilgiç (Adana) |
| Tore                 | 1:0 Aykut Kocaman (34. Yağcıoğlu) 1:1 Dean Saunders (116. Kahraman) |
| Fenerbahçe Istanbul  | Rüştü Reçber – Erol Bulut, Jes Høgh, Uche Okechukwu, İlker Yağcıoğlu – Kemalettin Şentürk (40. ), Bülent Uygun, Tayfun Korkut, Oğuz Çetin (106. ) – Elvir Bolić, Aykut Kocaman (70. ) Ersatzbank: Engin İpekoğlu, Saffet Akbaş (40. ), Halil İbrahim Kara, Tarık Daşgün (106. ), Dalian Atkinson (70. ) Cheftrainer: Carlos Alberto Parreira ( Brasilien) |
| Galatasaray Istanbul | Brad Friedel – Feti Okuroğlu, Bülent Korkmaz , Hakan Ünsal, Ulrich van Gobbel – Tugay Kerimoğlu, Suat Kaya (115. ), Ergün Penbe (83. ) – Dean Saunders, Hakan Şükür, Arif Erdem (65. ) Ersatzbank: Hayrettin Demirbaş, Mert Korkmaz, Ufuk Talay (115. ), Okan Buruk (65. ), İlyas Kahraman (83. ) Cheftrainer: Graeme Souness ( Schottland)               |
| Gelbe Karten         | İlker Yağcıoğlu (48.) – Suat Kaya (42.), Hakan Şükür (43.), Ulrich van Gobbel (62.) |

### UEFA-Pokal
| Runde                   | Datum           | Gegner      | Ort                             | Ergebnis  | Tor(e) für Galatasaray Istanbul | Karte(n) für Galatasaray Istanbul           |
| ----------------------- | --------------- | ----------- | ------------------------------- | --------- | ------------------------------- | ------------------------------------------- |
| Qualifikation-Hinspiel  | 8. August 1995  | Sparta Prag | Stadion Letná, Prag             | 1:3 (0:2) | 1:2 Saunders (56.)              | Erdem (25.), Kerimoğlu (37.), Venison (58.) |
| Qualifikation-Rückspiel | 22. August 1995 | Sparta Prag | Ali Sami Yen Stadyumu, Istanbul | 1:1 (1:1) | 1:0 Saunders (4.)               | Venison (65.)                               |

### Cumhurbaşkanlığı Kupası
Die Begegnung wurde aus terminlichen Gründen erst im März 1997 ausgespielt.
| Fenerbahçe Istanbul (Meister)                         | Fenerbahçe Istanbul (Meister) | Galatasaray Istanbul (Pokalsieger) | Galatasaray Istanbul (Pokalsieger) |
| ----------------------------------------------------- | --- | --- | ---------------------------------- |
| Fenerbahçe Istanbul (Meister)                         | \| 12. März 1997 um 20:00 Uhr in Ankara (19 Mayıs Stadı) \| \| Ergebnis: 0:3 (0:1) \| \| Schiedsrichter: Oğuz Sarvan \| \| Spielbericht \| | \| 12. März 1997 um 20:00 Uhr in Ankara (19 Mayıs Stadı) \| \| Ergebnis: 0:3 (0:1) \| \| Schiedsrichter: Oğuz Sarvan \| \| Spielbericht \| | Galatasaray Istanbul (Pokalsieger) |
| Fenerbahçe Istanbul (Meister)                         | Rüştü Reçber – Erol Bulut (69. ), Jes Høgh (53. ), Saffet Akbaş, Uche Okechukwu, İlker Yağcıoğlu – Tayfun Korkut, Jay-Jay Okocha, Kemalettin Şentürk – Tarık Daşgün, Elvir Bolić Ersatzbank: Fevzi Layiç, Mustafa Doğan, Halil İbrahim Kara (69. ), Tuncay Akgün, Saffet Sancaklı (53. ) Cheftrainer: Todor Veselinović ( BR Jugoslawien) | Volkan Kilimci – Bülent Korkmaz , Iulian Filipescu, Feti Okuroğlu, Hakan Ünsal – Ergün Penbe, Gheorghe Hagi (79. ), Suat Kaya (84. ), Tugay Kerimoğlu, Okan Buruk (75. ) – Hakan Şükür Ersatzbank: Pierre Esser, Vedat İnceefe (84. ), Mert Korkmaz, İlyas Kahraman (75. ), Arif Erdem (79. ) Cheftrainer: Fatih Terim | Galatasaray Istanbul (Pokalsieger) |
| Fenerbahçe Istanbul (Meister)                         | 0:1 Hakan Şükür (20. Penbe) 0:2 Hakan Şükür (68. Foulelfmeter) 0:3 Hakan Şükür (76. Hagi) | | Galatasaray Istanbul (Pokalsieger) |
| Fenerbahçe Istanbul (Meister)                         | İlker Yağcıoğlu (41.) | Gheorghe Hagi (6.), Suat Kaya (23.), Vedat İnceefe (87.) | Galatasaray Istanbul (Pokalsieger) |
| 12. März 1997 um 20:00 Uhr in Ankara (19 Mayıs Stadı) | | |                                    |
| Ergebnis: 0:3 (0:1)                                   | | |                                    |
| Schiedsrichter: Oğuz Sarvan                           | | |                                    |
| Spielbericht                                          | | |                                    |

### TSYD Kupası
| Datum          | Gegner              | Ort                             | Ergebnis  | Tor(e) für Galatasaray Istanbul | Karte(n) für Galatasaray Istanbul             |
| -------------- | ------------------- | ------------------------------- | --------- | ------------------------------- | --------------------------------------------- |
| 2. August 1995 | Fenerbahçe Istanbul | Fenerbahçe Stadı, Istanbul      | 1:3 (1:1) | 1:1 Sancaklı (38.)              | Kaya (42.)                                    |
| 8. August 1995 | Beşiktaş Istanbul   | Ali Sami Yen Stadyumu, Istanbul | 0:3 (0:2) | keine                           | Kerimoğlu (47.), Türkyılmaz (50.), Kaya (57.) |

## Statistiken

### Teamstatistik
| Wettbewerb     | Punkte | daheim | daheim | daheim | daheim | daheim | auswärts | auswärts | auswärts | auswärts | auswärts | Gesamt | Gesamt | Gesamt | Gesamt | Gesamt | Tordifferenz |
| Wettbewerb     | Punkte | Sp     | G      | U      | N      | TV     | Sp       | G        | U        | N        | TV       | Sp     | G      | U      | N      | TV     | Tordifferenz |
| -------------- | ------ | ------ | ------ | ------ | ------ | ------ | -------- | -------- | -------- | -------- | -------- | ------ | ------ | ------ | ------ | ------ | ------------ |
| 1. Lig         | 68     | 17     | 12     | 1      | 4      | 36:14  | 17       | 9        | 4        | 4        | 31:24    | 34     | 21     | 5      | 8      | 67:38  | +29          |
| Türkiye Kupası | –      | 4      | 3      | 1      | 0      | 8:1    | 3        | 1        | 1        | 1        | 3:3      | 7      | 4      | 2      | 1      | 11:4   | +7           |
| UEFA-Pokal     | –      | 1      | 0      | 1      | 0      | 1:1    | 1        | 0        | 0        | 1        | 1:3      | 2      | 0      | 1      | 1      | 2:4    | −2           |
| Gesamt         | 68     | 22     | 15     | 3      | 4      | 45:16  | 21       | 10       | 5        | 6        | 35:30    | 43     | 25     | 8      | 10     | 80:46  | +34          |

### Saisonverlauf
| Spieltag | 1 | 2 | 3 | 4 | 5 | 6 | 7 | 8 | 9 | 10 | 11 | 12 | 13 | 14 | 15 | 16 | 17 | 18 | 19 | 20 | 21 | 22 | 23 | 24 | 25 | 26 | 27 | 28 | 29 | 30 | 31 | 32 | 33 | 34 |
| -------- | - | - | - | - | - | - | - | - | - | -- | -- | -- | -- | -- | -- | -- | -- | -- | -- | -- | -- | -- | -- | -- | -- | -- | -- | -- | -- | -- | -- | -- | -- | -- |
| Spielort | A | H | H | H | A | H | A | H | A | H  | A  | H  | A  | H  | A  | H  | A  | H  | A  | H  | A  | H  | A  | H  | A  | H  | A  | H  | A  | H  | A  | H  | A  | H  |
| Resultat | S | S | S | N | S | S | N | S | N | S  | S  | S  | U  | S  | U  | N  | S  | S  | S  | S  | S  | N  | N  | U  | U  | S  | S  | S  | U  | S  | N  | N  | S  | S  |
| Platz    | 6 | 3 | 2 | 2 | 1 | 1 | 3 | 3 | 3 | 3  | 3  | 2  | 3  | 3  | 3  | 4  | 4  | 4  | 4  | 4  | 4  | 4  | 4  | 4  | 4  | 4  | 4  | 4  | 4  | 4  | 4  | 4  | 4  | 4  |

Quelle: https://www.weltfussball.de/spielplan/tur-sueperlig-1995-1996
Legende: Spielort: H = Heim; A = Auswärts. Resultat: S = Sieg; U = Unentschieden; N = Niederlage

### Spielerstatistiken
| Spieler              | 1. Lig   | 1. Lig | 1. Lig      | 1. Lig     | Türkiye Kupası/Cumhurbaşkanlığı Kupası | Türkiye Kupası/Cumhurbaşkanlığı Kupası | Türkiye Kupası/Cumhurbaşkanlığı Kupası | Türkiye Kupası/Cumhurbaşkanlığı Kupası | UEFA-Pokal | UEFA-Pokal | UEFA-Pokal  | UEFA-Pokal | TSYD Kupası | TSYD Kupası | TSYD Kupası | TSYD Kupası | Total    | Total | Total       | Total      |
| Spieler              | Einsätze | Tore   | Gelbe Karte | Rote Karte | Einsätze                               | Tore                                   | Gelbe Karte                            | Rote Karte                             | Einsätze   | Tore       | Gelbe Karte | Rote Karte | Einsätze    | Tore        | Gelbe Karte | Rote Karte  | Einsätze | Tore  | Gelbe Karte | Rote Karte |
| -------------------- | -------- | ------ | ----------- | ---------- | -------------------------------------- | -------------------------------------- | -------------------------------------- | -------------------------------------- | ---------- | ---------- | ----------- | ---------- | ----------- | ----------- | ----------- | ----------- | -------- | ----- | ----------- | ---------- |
| Osman Akyol          | 0        | 0      | 0           | 0          | 0                                      | 0                                      | 0                                      | 0                                      | 0          | 0          | 0           | 0          | 1           | 0           | 0           | 0           | 1        | 0     | 0           | 0          |
| Nezih Ali Boloğlu    | 3        | 0      | 1           | 0          | 0                                      | 0                                      | 0                                      | 0                                      | 2          | 0          | 0           | 0          | 2           | 0           | 0           | 0           | 7        | 0     | 1           | 0          |
| Okan Buruk           | 28       | 1      | 3           | 0          | 4                                      | 0                                      | 0                                      | 0                                      | 2          | 0          | 0           | 0          | 2           | 0           | 0           | 0           | 36       | 1     | 3           | 0          |
| Hayrettin Demirbaş   | 2        | 0      | 0           | 0          | 0                                      | 0                                      | 0                                      | 0                                      | 0          | 0          | 0           | 0          | 1           | 0           | 0           | 0           | 3        | 0     | 0           | 0          |
| Mehmet Duymazer      | 0        | 0      | 0           | 0          | 0                                      | 0                                      | 0                                      | 0                                      | 0          | 0          | 0           | 0          | 1           | 0           | 0           | 0           | 1        | 0     | 0           | 0          |
| Arif Erdem           | 32       | 8      | 2           | 0          | 7                                      | 2                                      | 0                                      | 0                                      | 2          | 0          | 1           | 0          | 1           | 0           | 0           | 0           | 42       | 10    | 3           | 0          |
| Ceyhun Eriş          | 1        | 0      | 0           | 0          | 1                                      | 0                                      | 0                                      | 0                                      | 0          | 0          | 0           | 0          | 0           | 0           | 0           | 0           | 2        | 0     | 0           | 0          |
| Brad Friedel         | 30       | 0      | 1           | 0          | 7                                      | 0                                      | 0                                      | 0                                      | 0          | 0          | 0           | 0          | 0           | 0           | 0           | 0           | 37       | 0     | 1           | 0          |
| Ulrich van Gobbel    | 16       | 2      | 1           | 0          | 6                                      | 0                                      | 2                                      | 0                                      | 0          | 0          | 0           | 0          | 0           | 0           | 0           | 0           | 22       | 2     | 3           | 0          |
| Bekir Gür            | 11       | 1      | 1           | 0          | 1                                      | 0                                      | 0                                      | 0                                      | 2          | 0          | 0           | 0          | 2           | 0           | 0           | 0           | 16       | 1     | 1           | 0          |
| İlyas Kahraman       | 21       | 0      | 0           | 0          | 5                                      | 0                                      | 0                                      | 0                                      | 0          | 0          | 0           | 0          | 0           | 0           | 0           | 0           | 26       | 0     | 0           | 0          |
| Suat Kaya            | 28       | 5      | 2           | 0          | 6                                      | 0                                      | 3                                      | 0                                      | 2          | 0          | 0           | 0          | 2           | 0           | 2           | 0           | 38       | 5     | 7           | 0          |
| Tugay Kerimoğlu      | 30       | 3      | 9           | 0          | 7                                      | 0                                      | 3                                      | 0                                      | 2          | 0          | 1           | 0          | 2           | 0           | 1           | 0           | 41       | 3     | 14          | 0          |
| Bülent Korkmaz       | 29       | 0      | 2           | 0          | 7                                      | 0                                      | 0                                      | 0                                      | 2          | 0          | 0           | 0          | 1           | 0           | 0           | 0           | 39       | 0     | 2           | 0          |
| Mert Korkmaz         | 19       | 0      | 2           | 0          | 3                                      | 0                                      | 0                                      | 0                                      | 0          | 0          | 0           | 0          | 1           | 0           | 0           | 0           | 23       | 0     | 2           | 0          |
| Mike Marsh           | 3        | 0      | 0           | 0          | 0                                      | 0                                      | 0                                      | 0                                      | 0          | 0          | 0           | 0          | 1           | 0           | 0           | 0           | 4        | 0     | 0           | 0          |
| Feti Okuroğlu        | 30       | 2      | 4           | 0          | 8                                      | 0                                      | 2                                      | 0                                      | 2          | 0          | 0           | 0          | 1           | 0           | 0           | 0           | 41       | 2     | 6           | 0          |
| Ergün Penbe          | 18       | 0      | 0           | 0          | 8                                      | 0                                      | 0                                      | 0                                      | 0          | 0          | 0           | 0          | 1           | 0           | 0           | 0           | 27       | 0     | 0           | 0          |
| Saffet Sancaklı      | 11       | 7      | 0           | 0          | 1                                      | 2                                      | 0                                      | 0                                      | 2          | 0          | 0           | 0          | 1           | 1           | 0           | 0           | 15       | 10    | 0           | 0          |
| Dean Saunders        | 24       | 15     | 2           | 0          | 4                                      | 4                                      | 0                                      | 1                                      | 2          | 2          | 0           | 0          | 2           | 0           | 0           | 0           | 32       | 21    | 2           | 1          |
| İsmail Göksel Şenyüz | 1        | 0      | 0           | 0          | 0                                      | 0                                      | 0                                      | 0                                      | 0          | 0          | 0           | 0          | 0           | 0           | 0           | 0           | 1        | 0     | 0           | 0          |
| Hakan Şükür          | 25       | 16     | 0           | 0          | 8                                      | 5                                      | 1                                      | 0                                      | 0          | 0          | 0           | 0          | 0           | 0           | 0           | 0           | 33       | 21    | 1           | 0          |
| Ufuk Talay           | 18       | 1      | 0           | 0          | 7                                      | 0                                      | 0                                      | 0                                      | 0          | 0          | 0           | 0          | 0           | 0           | 0           | 0           | 25       | 1     | 0           | 0          |
| Yusuf Tepekule       | 3        | 0      | 0           | 0          | 0                                      | 0                                      | 0                                      | 0                                      | 1          | 0          | 0           | 0          | 2           | 0           | 0           | 0           | 6        | 0     | 0           | 0          |
| Evren Turhan         | 15       | 1      | 4           | 0          | 5                                      | 0                                      | 2                                      | 0                                      | 0          | 0          | 0           | 0          | 0           | 0           | 0           | 0           | 20       | 1     | 6           | 0          |
| Kubilay Türkyılmaz   | 10       | 3      | 2           | 0          | 0                                      | 0                                      | 0                                      | 0                                      | 2          | 0          | 0           | 0          | 2           | 0           | 1           | 0           | 14       | 3     | 3           | 0          |
| Uğur Tütüneker       | 7        | 0      | 0           | 0          | 0                                      | 0                                      | 0                                      | 0                                      | 1          | 0          | 0           | 0          | 0           | 0           | 0           | 0           | 8        | 0     | 0           | 0          |
| Hakan Ünsal          | 28       | 1      | 3           | 0          | 7                                      | 1                                      | 2                                      | 0                                      | 2          | 0          | 0           | 0          | 2           | 0           | 0           | 0           | 39       | 2     | 5           | 0          |
| Barry Venison        | 8        | 0      | 1           | 0          | 0                                      | 0                                      | 0                                      | 0                                      | 2          | 0          | 1           | 0          | 2           | 0           | 0           | 0           | 12       | 0     | 2           | 0          |